# Forno Telheiro
Forno Telheiro o Fornotelheiro es una freguesia portuguesa del concelho de Celorico da Beira, en el distrito de Guarda, con 20,48 km² de superficie y 735 habitantes (2011). Su densidad de población es de 35,9 hab/km².
Situada en la esquina nororiental del concelho de Celorico, a 7 km de su capital, limitando al norte y al nordeste con el de Trancoso y al este con el de Fornos de Algodres, Forno Telheiro es la más extensa de las freguesias de Celorico da Beira y también la más populosa, después de las urbanas de la capital del concelho, gracias a su situación en la ribera derecha del río Mondego y a sus buenos accesos por carretera y ferrocarril (la estación ferroviaria del municipio se encuentra en esta freguesia), así como a la localización en su territorio del parque industrial de Celorico da Beira.
Además del que le da nombre y sirve de sede, Forno Telheiro tiene otros cuatro núcleos de población: Celorico da Beira-Gare (estación de ferrocarril), Casas do Río, Quintas do Salgueiro y Cardal.
Antigua vila, de lo que da fe su pelourinho manuelino, Forno Telheiro debe con toda probabilidad su nombre a una pretérita industria de tejares. Durante la Guerra de la Independencia española, la villa estuvo ocupada y su iglesia sirvió de hospital de campaña, existiendo un cementerio de soldados aliados en el lugar llamado Chão dos Ingleses.
Además del ya citado pelourinho, símbolo de su antigua autonomía municipal, en el patrimonio histórico de Forno Telheiro deben destacarse los restos prerromanos de la Necrópolis de São Gens y el castro de Torreão, la iglesia matriz, la forca (antiguo cadalso) y la fuente de la plaza.